# Bricon
Bricon är en kommun i departementet Haute-Marne i regionen Grand Est (tidigare regionen Champagne-Ardenne) i nordöstra Frankrike. Kommunen ligger i kantonen Châteauvillain som tillhör arrondissementet Chaumont. År 2022 hade Bricon 413 invånare.

## Befolkningsutveckling
Antalet invånare i kommunen Bricon
| Referens: INSEE |